# Il rapido siberiano
Il rapido siberiano (Die Nacht des Schreckens) è un film muto tedesco del 1929 diretto da Gennaro Righelli.